# Sanjō Tennō
Sanjō Tennō ( 三条天皇?) (5 de febrero de 976-5 de junio de 1017) fue el sexagésimo séptimo (67.º) emperador de Japón, según el orden tradicional de sucesión. Reinó de 1011 a 1016. El nombre que recibió al nacer fue Okisada (居貞).

## Genealogía
Era el segundo hijo de Reizei Tennō. Su madre era la emperatriz Chōshi (超子), hija del sesshō Fujiwara no Kaneie. También era hermanastro de Kazan Tennō. Su madre murió cuando él tenía siete años, y su padre, el exemperador Reizei, enloqueció. Su abuelo materno, Fujiwara no Kaneie, se hizo cargo de él.

## Descendientes
- 994-1051: Príncipe imperial Atsuakira (敦明親王), Ko-ichijō-in (小一条院), príncipe heredero del Emperador Go-Ichijō.
- 997-1054: Príncipe imperial Atsunori (敦儀親王)
- 999-1049: Príncipe imperial Atsuhira (敦平親王)
- 1001-1023: conocida como la princesa imperial Toshō (se desconoce la pronunciación real, 当子内親王) - saigū (sacerdotisa en el Gran Santuario de Ise)
- 1003-1048: conocida como la princesa imperial Teishi (se desconoce la pronunciación real, 禔子内親王) – esposa de Fujiwara no Norimichi (藤原教通)
- 1005-1085: Príncipe imperial Moroakira (師明親王), sacerdote bajo el nombre de Seishin (性信)
- 1013-1094: conocida como la princesa imperial Teishi (禎子内親王) (se desconoce la pronunciación real, emperatriz viuda Yōmeimon-in, 陽明門院) - emperatriz (kōgō) del Emperador Go-Suzaku, madre del Emperador Go-Sanjō.

## Vida
Tras la muerte de su madre cuando él tenía siete años, su abuelo materno, Fujiwara no Kaneie, le crio en la mansión de los Kaneie. Cuando el Emperador Ichijō, otro nieto de Kaneie, ascendió al trono siendo aún adolescente, Okisada fue nombrado príncipe heredero. Así se seguía la norma no escrita según la cual dos líneas imperiales se alternaban en el ascenso al trono, aunque Ichijō era realmente más joven que él. Por eso recibió el sobrenombre de Sakasa no moke no kimi (el heredero imperial al revés).

## Nombres
Recibió el nombre póstumo de Sanjō-in (三条院) por el palacio en el que vivió tras su abdicación. Tras la Era Meiji, se perdió in, que fue remplazado por tennō (Emperador).

## Erasde su reinado
- Kankō
- Chōwa